# Didogobius splechtnai
Didogobius splechtnai é uma espécie de peixe da família Gobiidae e da ordem Perciformes.

## Morfologia
- Os machos podem atingir 2,3 cm de comprimento total e as fêmeas 2,81.[4]

## Habitat
É um peixe marítimo e demersal que vive entre 7-11 m de profundidade.

## Distribuição geográfica
É encontrado no Mar Mediterrâneo: Espanha e Itália.

## Comportamento
É encontrado, por vezes, associado com Corcyrogobius liechtensteini.

## Observações
É inofensivo para os humanos.